# صحراء ثال

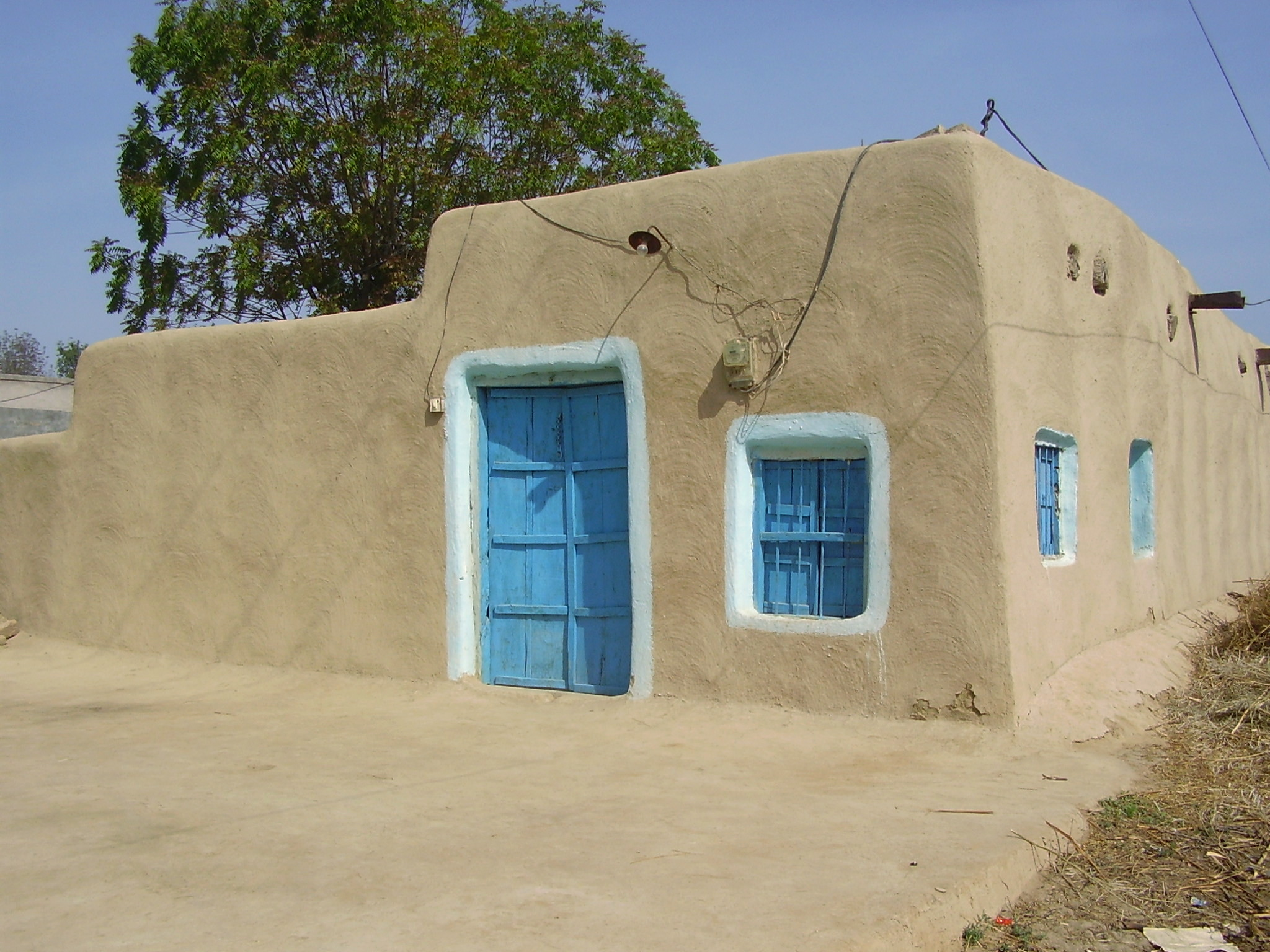
أحد البيوت في صحراء ثال

صحراء ثال (بالإنجليزية:The Thal desert) تقع صحراء ثال في ولاية البنجاب في باكستان , تعتبر الصحراء منطقة واسعة تتموضع بشكل رئيسي بين منطقة جيلوم وأنهار السند بالقرب من هضبة بوثهار، طول الصحراء الإجمالي من الشمال إلى الجنوب يبلغ 190 ميل، وأقصى اتساع لها هو 70 ميلا (110 كيلومترا) في حين أن الحد الأدنى للنطاق يبلغ 20 ميلا، وتنقسم هذه المنطقة إلى المقاطعات التالية: بكار، خوشاب، ميانوالي، جهانج، كلوركوت، ومظفر جاره .

## سكان الصحراء
يسكن صحراء ثال العديد من القبائل التي استوطنت في الصحراء منذ القدم، أما القبائل الرئيسية الذين يعيشون في الصحراء فهم : شينا، نايش، ابر، باشار، جوهيا، ماماك، شيهنا، البلوش، تيوانا، سيال، بقور، اوان، بهدري، لاشاري، جامات، غاهي، وقرا .